# Дейл Фішер
Дейл Фішер (англ. Dale Fisher, 1960, Мельбурн) — австралійський лікар-інфекціоніст, який працює старшим консультантом у відділі інфекційних захворювань Національної університетської лікарні Сінгапуру. Він також є професором медицини в Медичній школі Йон Лу Лінь Національного університету Сінгапуру (з 2004 року), головою Національного комітету з профілактики та контролю інфекцій при міністерстві охорони здоров'я Сінгапуру (з 2013 року), і головою керівного комітету Глобальної мережі оповіщення про спалахи та реагування на них (з 2017 року), організованої Всесвітньою організацією охорони здоров'я.
Фішер написав велику кількість рецензованих статей у медичних журналах. Крім того, він бере участь у численних міжнародних медичних комітетах і групах, які займаються інфекційними захворюваннями та реагуванням на спалахи. Він опублікував публікації про різні захворювання, включаючи меліоїдоз, амбулаторну парентеральну антибіотикотерапію (OPAT), тяжкий гострий респіраторний синдром (SARS), інфекційний контроль у лікарняних умовах, особливо щодо мультирезистентних патогенів, і також COVID-19.
Під час пандемії COVID-19, яка почалася в Китаї, Фішер був одним із членів команди Всесвітньої організації охорони здоров'я, яка відвідала Китай, щоб дізнатися про вірус, і скерувати глобальні заходи проти пандемії. У жовтні 2021 року він отримав національну нагороду видатного клініциста від міністра охорони здоров'я Сінгапуру, а невдовзі після цього був включений до списку найвпливовіших людей 2021 року сінгапурським журналом «Tattler».

## Ранні роки життя й освіта
Дейл Фішер народився в Мельбурні в 1960 році, але переїхав до Гобарта на Тасманії в 1973 році, коли його батько був призначений реєстратором транспортних засобів. Його мати була медсестрою, яка працювала позмінно, щоб приносити додатковий дохід протягом шкільних років сина.
У 1976 році Дейл Фішер навчався в Південно-Східноазійському коледжі об'єднаного світу в Сінгапурі за стипендією, наданою державним і федеральним урядами. Фішер отримав ступінь бакалавра медицини та бакалавра хірургії (MBBS) в Університеті Тасманії в 1985 році, та продовжив навчання у Королівському австралійському коледжі лікарів (FRACP) у 1992 році, пройшовши більшу частину свого навчання в Королівській лікарні принца Альфреда в Сіднеї. Його останній рік навчання проходив у Дарвіні під керівництвом професора Барта Каррі. Дейл Фішер переїхав до Сінгапуру в 2003 році, пропрацювавши більше 10 років у Королівській лікарні Дарвіна у відділі інфекційних захворювань та загальної внутрішньої медицини.

## Кар'єра та дослідження
Фішер розпочав свою кар'єру штатним лікарем-спеціалістом у Королівській лікарні Дарвіна у 1993 році, спеціалізуючись на інфекційних захворюваннях, а потім став директором медичного відділу. Він приїхав до Сінгапуру в 2003 році після того, як відгукнувся на заклик допомогти з епідемією SARS в Сінгапурі. У 2006 році він був призначений клінічним директором з медицини в Національній університетській лікарні Сінгапуру, де він зберіг свою тверду відданість загальній медицині як клініцист і викладач, незважаючи на свою роботу та досвід як лікар-інфекціоніст.
Окрім кар'єри в лікарнях, Фішер бере активну участь у міжнародній медичній спільноті. Він розпочав свою участь у Глобальній мережі оповіщення та реагування на спалахи (GOARN) у 2009 році як викладач навчальної програми в Лаосі, та провів численні оперативні та навчальні місії, а також консультації в багатьох країнах через GOARN, а також за допомогою двосторонніх домовленостей.
Після спалаху H1N1 2009 року він провів місії відповідно до прохання на національному рівні, відправивши команди до Малайзії, Монголія, Китаю та М'янми.ь Так само на прохання ВООЗ та уряду Ліберії він здійснив місії для розробки заходів проти спалаху гарячки Ебола протягом 2014—2015 років, що дало низку опублікованих оглядів і Пізніше він очолив керівний комітет Глобальної мережі оповіщення та реагування на спалахи, і головує в Національному комітеті з профілактики та контролю інфекцій (NIPC) у Сінгапурі, а також очолює робочу групу OPAT Міжнародного товариства протимікробної хіміотерапії.
У лютому 2020 року Фішер був у складі команди під керівництвом Всесвітньої організації охорони здоров'я, яка відвідала Китай, щоб зрозуміти технічні аспекти вірусу COVID-19; серйозність, ступінь передачі та втручання, які могли б керувати глобальною відповіддю на спалах пандемії.
Дейл Фішер опублікував трохи менше 200 рецензованих робіт у медичній літературі, та зробив близько 100 пленарних і запрошених доповідей для наукових аудиторій.
Фішер також був лікарем-інфекціоністом, який лікувава коміка Джеррі Льюїса, коли актор потрапив до лікарні через менінгіт під час гастролей у Дарвіні. Під час інтерв'ю з Ларрі Кінгом Льюїс сказав, що «Бог, мабуть, помістив його в „буш“ (тобто Дарвін), тому що доктор Фішер був найкращим у світі лікарем-інфекціоністом».

### Вибухи на Балі 2002 року
Вибухи на Балі, які сталися 12 жовтня 2002 року, призвели до загибелі 202 людей і поранень ще багатьох. Оскільки місцеві лікарні були погано обладнані для боротьби з масштабами лиха, багато поранених були евакуйовані до Дарвіна.
Після вибуху Фішер написав статтю під назвою «Вибухи на Балі 12 жовтня 2002 року: уроки подолання катастроф для лікарів», яка була опублікована в 2003 році. Команда Фішера підкреслила, що лікарі в лікарнях повинні розглядати себе як велику та гнучку групу з здатністю різними способами допомагати під час катастроф. Його команда написала, що лікарі можуть бути використані для альтернативних цілей за межами лікарні, наприклад для сортування та зв'язку з лікарнею, і вони повинні відігравати центральну роль у загальному управлінні стаціонарною допомогою. Такі домовленості могли б звільнити хірургів, дозволяючи їм надавати негайну хірургічну допомогу пораненим. Крім того, команда також виявила, що керівники відділень королівської лікарні Дарвіна самі приймали військовий стиль роботи, а ті, хто отримував інструкції, охоче приймали директиви.
Також було висловлено думку, що цей інцидент сильно вплинув на лікарню, де медична команда разом із медсестрами, медичними працівниками, а також ширшою медичною спільнотою впоралася з надзвичайною справою, впоравшись із тим, що вважалося найбільшою воєнною катастрофою, яку коли-небудь зустрінуть австралійські лікарні.
Пізніше ця подія буде визначена як важлива у визначенні кар'єри Фішера щодо боротьби зі спалахами хвороб.

### SARS— 2003
Під час епідемії SARS у 2003 році в Сінгапурі Фішер з колегами опублікував кілька статей, пов'язаних з «Уроками Сінгапуру». У цих статтях описано, що SARS продемонстрував надзвичайну ефективну передачу в лікарнях. Насправді 76 % випадків SARS в Сінгапурі були отримані в лікарнях. Вони також розглянули обставини, які спричинили передачу в лікарнях, незважаючи на використання засобів індивідуального захисту.
Спалах у лікарнях призвів до різких змін у політиці сортування та інфекційного контролю. Наприклад, медичні працівники були зобов'язані контролювати температуру тричі на день. Ті, у кого температура була вище 37,5 градусів, відсторонювались від роботи до подальшого обстеження. Крім того, усі пацієнти з респіраторними скаргами або відхиленнями при рентгенологічному дослідженні грудної клітки мали ізолюватися, обстежуватися на контакти з SARS та забезпечені повним комлектом засобів індивідуального захисту.
В окремій статті під назвою «Атипові прояви SARS», опублікованій в «The Lancet», Фішер та його колеги розглянули труднощі лікування випадків SARS без діагностичного тесту. У цьому листі описано, як критерії Всесвітньої організації охорони здоров'я щодо ймовірного або підозрюваного випадку SARS були неправильно витлумачені. Вони були призначені для епідеміологічних цілей, але замість цього використовувалися для сортування, для якого вони були недостатньо чутливими. У статті зроблено висновок, що атипові прояви SARS становлять загрозу для пацієнтів, персоналу та відвідувачів, і хоча визначення ВООЗ є корисним посібником, воно не замінює ретельного клінічного, лабораторного та радіологічного обстеження пацієнтів.

### Метицилінрезистентний Staphylococcus aureus— 2008
Маючи справу з високою поширеністю метицилін-резистентного золотистого стафілокока (MRSA) у лікарнях Сінгапуру, Фішер брав участь і очолював багато регіональних і національних робочих груп і комітетів і був ключовим у національному запровадженні універсального активного нагляду за госпіталізацією в лікарні.
У статті під назвою «Контроль проти метицилін-резистентного золотистого стафілокока в Сінгапурі — рух вперед» він описав, як можна запобігти зараженню MRSA в лікарнях і не вважати його прийнятним побічним продуктом охорони здоров'я. Нездатність реалізувати довгострокові стійкі ініціативи з інфекційного контролю — це не варіант. Було також зроблено висновок, що контроль над MRSA в Сінгапурі може бути досягнутий, але це вимагає впровадження багатьох різноманітних заходів контролю в усіх службах охорони здоров'я, і, можливо, для цього знадобиться десятиліття.
Серед багатьох інших робіт про MRSA у 2013 році він опублікував «Стійкий контроль MRSA в гіперендемічній лікарні невідкладної медичної допомоги третього рівня з проблемами інфраструктури в Сінгапурі». У ньому було підкреслено зниження бактеріємії, всіх клінічних зразків, а також частоти висівання в результаті описаних раніше заходів.
У 2013 році міністерство охорони здоров'я Сінгапуру нагородило Фішера та його колег нагородою Національної команди клінічних досягнень у 2013 році за зусилля зі зниження частоти зараження супербактерією MRSA з 1 із 10 пацієнтів до 1 із 40.

### COVID-19— 2019—2023
Під час пандемії COVID-19, яка почалася в китайському місті Ухані, Фішер входив до складу делегації ВООЗ, яка відвідала Китай для дослідження технічних аспектів передачі, тяжкості та втручань, які запобігають поширенню нового вірусу. Наступне його повідомлення окреслило, як світ може відреагувати на спалах, але він попередив, що світ не був готовий «за спроможністю чи мисленням».
Фішер також брав участь у багатьох пілотних проектах, які спрямовані на дослідження та реагування. У своїй статті «Запитання та відповіді: новий спалах коронавірусу, що викликає COVID-19», Фішер поділився своїми занепокоєннями щодо появи вірусу. Наприклад, населення світу повністю вразливе до нового вірусу, оскільки він нещодавно з'явився у людей, і нинішня мета глобальних заходів полягає в тому, щоб вирівняти криву епідемії, перериваючи ланцюги передачі, де це можливо. Було також зазначено, що, незважаючи на випадки смерті, які пов'язані з вірусом, найбільше занепокоєння зараз викликає перевантаження системи охорони здоров'я внаслідок надмірної передачі.
Дейл Фішер став добре відомий у засобах масової інформації завдяки коментарям щодо COVID-19, які пропонуються на телебаченні, радіо, у друкованих виданнях і соціальних мережах у десятках країн на всіх континентах і в мережах, включаючи CNN, CNBC, BBC, ABC Australia та інших. Крім того, він проводить багато вебінарів та інших віртуальних виступів. Його філософія стверджує, що COVID-19 можна і потрібно стримати. Ключові елементи спалаху — епідеміологія, логістика та комунікації щодо ризиків /залучення громади є критично важливими на всіх рівнях. Ізоляція випадків, підтверджених на ранній стадії тестуванням, особливо важлива під час цього спалаху.
Як певним чином публічне обличчя реакції в Сінгапурі, Фішер знявся в серії коміксів «Хроніки COVID».

### Інші публікації
Окрім того, Дейл Фішер має особливий досвід (і публікації) в області меліоїдозу та амбулаторної парентеральної антибіотикотерапії.
Серед інших вибраних публікацій Фішера:
- Земля, вітер, дощ і меліоїдоз (англ. Earth, wind, rain and melioidosis)[21]
- Амбулаторна парентеральна антибіотикотерапія (OPAT) в Азії: втрачена можливість (англ. Outpatient parenteral antibiotic therapy (OPAT) in Asia: Missing an Opportunity)[22]
- Медицина та майбутнє охорони здоров'я: роздуми про минуле, щоб рухатися вперед (англ. Medicine and the Future of Health: Reflecting on the Past to Forge Ahead)[23]
- Досягнення в профілактиці та лікуванні резистентної до ванкоміцину ентерококової інфекції (англ. Advances in prevention and treatment of vancomycin-resistant Enterococcus infection)[24]
- Антимікробні агенти; Оптимізація екологічного балансу (англ. Antimicrobial Agents; Optimising the Ecologic Balance)[25]
- Профілактика інфекції та контроль за спалахом гарячки Ебола в Ліберії, 2014—2015 рр.: основні проблеми та успіхи (англ. Infection prevention and control of the Ebola outbreak in Liberia, 2014-2015: key challenges and successes)[26]
- Прогресування нової метицилінрезистентної колонізації Staphylococcus aureus до інфекції: обсерваційне дослідження в когорті лікарень (англ. Progression from new methicillin-resistant Staphylococcus aureus colonisation to infection: an observational study in a hospital cohort)[23]
- Аналіз результатів амбулаторної парентеральної антибіотикотерапії (OPAT) у великій азійській когорті (англ. An Outcomes Analysis of Outpatient Parenteral Antibiotic Therapy (OPAT) in a large Asian cohort)[27]
- Ендемічний меліоїдоз у тропічній північній Австралії: 10-річне проспективне дослідження та огляд літератури (англ. Endemic Melioidosis in Tropical Northern Australia: A 10-Year Prospective Study and Review of the Literature)[28]
- Лікарняна допомога для аборигенів і жителів островів Торресової протоки: доцільність і прийняття рішень (англ. Hospital Care for Aboriginal and Torres Strait Islanders: Appropriateness and decision-making)[29]
- Аналіз вартості амбулаторної парентеральної антибіотикотерапії (OPAT): азійська перспектива (англ. A Cost Analysis of Outpatient Parenteral Antibiotic Therapy (OPAT): An Asian Perspective)[30]
- Навчання гігієни рук студентів-медиків за допомогою практичного підходу (англ. Teaching Hand Hygiene to Medical Students using a Hands-On Approach)[31]